# بانگساوان
بانگساوان نوعی اپرا یا تئاتر سنتی مالایی است که توسط یک گروه اجرا می‌گردد و با موسیقی و بعضی اوقات با رقص همراهی می‌شود. اجرای نمایش بانگساوان مشتمل بر موسیقی، رقص و نمایش است. به‌طور وسیعی در قلمرو فرهنگ مالایی در مالزی، اندونزی، سنگاپور و برونئی گسترش یافته است. این قالب هنری بومی مناطق شبه‌جزیره مالایی، جزایر ریائو، سوماترا و نواحی ساحلی بورنئو است.

## ریشه‌شناسی
در زبان مالایی، بانگساوان به معنی «نجیب‌زاده» است. بانگسا به معنی «قوم»، «نژاد» از لغت سانسکریت وامسا (vamsa) به معنی «خانواده»، «دودمان» گرفته شده است. پسوند-wan از پسوند-vant در زیان سانسکریت آمده است. اگر فردی از نسل خانواده سلطنتی (پادشاه، ملکه، غیره) باشد، وی بانگساوان نامیده می‌شود. به دلیل اینکه اغلب نمایش‌ها، افسانه و داستان‌های اشراف‌زادگان مالایی است که در ایستانا (کاخ‌ها و بارگاه‌های مالایی) اتفاق می‌افتد، نمایش بانگساوان نامیده می‌شود.
گروه دیگری از اشراف‌زادگان در اندونزی وجود داشتند، درست در جاوه، که پریجاجی نامیده می‌شدند، عضو خانواده سلطنتی یا شاهزادگان نبودند ولی طبقهٔ نجیب‌زادگان لباده‌ای را تشکیل داده بودند، در حال انجام وظایف اداری، از جمله وظایف تحت امر نائب السلطته (فرماندار)، بودند.

## زمینه
تئاتر بانگساوان به‌طور معمول بر محور ایستانا یا کاخ مالایی معطوف بوده است. موضوع اصلی تئاتر بانگساوان به‌طور معمول بر مبنای سرگذشت، رابطه عاشقانه و دلبری سلطان، پادشاهان، دلیر مردان، نجیب‌زادگان، ملکه و شاهزاده خانم‌ها است که در بارگاه‌های متنوع مالایی مجمع‌الجزائر اتفاق می‌افتاد. روایت‌های پرحاصل محلی مالایی و حماسه‌ها همانند سالنامه مالایی، محور ماجرای داستان و موضوع را برای پروار نمودن آن، در دسترس قرار می‌داد. پادشاه مالایی همچون سنگ نیلا اوتاما و دلیز مردان محبوب مالایی، همچون سرگذشت هنگ تواه از ملاکا، از موضوعات محبوب بانگساوان هستند. عنوان دیگری همچون سئولاس نانکا، داستانی دربارهٔ پیشینه سلطنت سیاک سری ایندراپورا، محبوب می‌باشند.

## ساختار
ساختار تئاتر بانگساوان به‌طور کامل شبیه اپرا یا درام غربی است، که داستان نمایش از طریق ایفای نقش و آواز خوانی، و نقش آفرینی شخصیت‌های مشخصی در حین نمایش، ارائه می‌شود. داستان‌ها از منابع مختلفی همچون منبع محلی مالایی، اندونزیایی، هندی، عربی، چینی و غربی گرفته شده‌اند، با توجه به داستان در نظر گرفته شده، از موزیک، رقص و لباس بازیگری استفاده می‌شود. اجرای نمایش با موسیقی از قبیل گندنگ، ربانا، طبل و ویولن، اجرای موسیقی مالایی و آواز خوانی دندنگ یا ترانه‌های مالایی همراه است.

## پیشینه
بانگساوان برای اولین بار توسط تئاتر پارسی جنوب آسیا که توسط شرکتی از دیار بمبئی اجرا گردید، در پنانگ، مالزی گسترش پیدا نمود. گروه‌های تئاتر بانگساوان در قرن نوزده تا میانه قرن بیستم قبل از جنگ بزرگ، به اوج محبوبیت رسیده بودند. در زمان استعمار هند شرقی هلند تحت تأثیر و نفوذ دیگر قالب‌های نمایش تئاتری، همچون کمدی استانبول و تونیل، قرار گرفته بود. قبل از اشاعه برنامه‌های سرگرمی رادیویی و تلویزیونی در منطقه، رفتن به تماشای اجرای زنده تئاتر و درام مانند بانگساوان، منبع اصلی سرگرمی مالایی‌های محلی در روستاها و شهرها بود و با استقبال زیاد و هیجان بالایی برگزار می‌شد. در لینگا، جزایر ریائو، نمایش بانگساوان در بین مردم محلی تا حدود دههٔ ۱۹۶۰ تا ۱۹۷۰ از محبوبیت برخوردار بود. اگر چه امروزه در اندونزی تنها تعداد انگشت شماری از گروه‌های نمایش بانگساوان باقی مانده‌اند. برای پیدا کردن گروه نمایش بانگساوان در مالزی، اگر نگوئیم غیرممکن، ولی یافتن آنها دشوار است. یک گروه بانگساوان هنوز در سنگاپور در حال فعالیت است.